# Менексен
«Менексен» (греч. Μενέξενоς, Menéxenos) — сочинение Платона, относящееся к диалогам переходного периода формирования его творчества. В диалоге участвуют Сократ и молодой человек по имени Менексен, сын Демофонта из дема Пэании. Менексен вместе со своим двоюродным братом Ктесиппом присутствуют также в диалоге «Лисид» (206d — 207d).
Менексен, недавно закончивший образование и интересующийся государственной деятельностью. Он советуется с Сократом относительно занятий политикой и своего политического будущего.
В этом диалоге Сократ среди своих учителей называет знаменитую Аспазию и музыканта Конна. По словам Сократа, Аспазия учила его риторике, а Конн учил музыке. Сократ произносит перед Менексеном речь в честь павших на войне. Эту речь перед Сократом, якобы, «не далее как вчера», произнесла Аспазия. При этом действие диалога происходит в 386 году до н. э. то есть спустя 13 лет после смерти Сократа. Диалог «Менексен» не раз вызывал сомнение в своей подлинности. Однако издатель сочинений Платона Трасилл (ум. 36 н. э.), разбивший сочинения на тетралогии, поместил этот диалог в седьмую тетралогию, назвав «Менексен, или Надгробное слово» (Д. Л. III, 60). Как сочинение Платона упоминает «Менексена» Плутарх в «Сравнительных жизнеописаниях» (Плутарх, Перикл 23). На русский язык диалог переводили В. Н. Карпов и С. Я. Шейнман-Топштейн.

## Краткое содержание
Диалог начинается с того, что Менексен возвращается с площади, из зала Совета, где в те времена заседал высший орган власти в демократических Афинах. Причиной посещения Менексена зала Совета послужила новость об избрании человека для произнесения надгробной речи в честь павших на войне. Сократ же иронически объявляет, что погибнуть на войне — прекрасно, поскольку павшему выпадают великолепные похороны с речами мудрых людей, даже если тот был бедняком или глупцом.